# Källberget, Leksands kommun
Källberget är en by i Leksands socken, Leksands kommun. Byn ingår bland byarna i Häradsbygden. Källberget är också namnet på berget nordväst om byn, och det moderna villaområdet väster om byn. Byn kallas oftast i vardagligt tal "Gamla Källberget" för att skilja det från villaområdet.
Byns historia är oklar. I äldre handlingar förekommer inte Källberget, utan det registreras som en bydel under Yttermo. Enligt traditionen skall bebyggelsen ha tillkommit på 1700-talet. Orsaken till byns placering skall ha varit närheten till en källåder på Källbergets södra sida. De första gårdarna i byn skall ha varit Kalles- och Pellesgården. På 1920-talet fanns runt 12 gårdar i byn. Närheten till Leksandsnoret har gjort att byn behållit sin popularitet, och nya byggnader har tillkommit. Bebyggelsen är trots det förhållandevis orörd, med väl bibehållna uthuslängor och härbren. Den har därför, efter att tidigare varit klassat som regionalt intresse, nu kommit att inräknas i bykomplexet Häradsbygden som ett Riksintresse för kulturmiljövård.
I byn fanns det numera nedlagda Rutebo keramik. Ett vandrarhem finns också i byn.